# San Pedro (Sucre)
San Pedro è un comune della Colombia facente parte del dipartimento di Sucre.
L'abitato venne fondato da un gruppo di coloni nel 1776.